# شارل-فرانسوا بريسو دو ميربل
شارل-فرانسوا بريسو دو ميربل (1776-1854) (بالإنجليزية: Charles-François Brisseau de Mirbel)‏ هو عالم نبات فرنسي.

## روابط خارجية
- شارل-فرانسوا بريسو دو ميربل على موقع الموسوعة البريطانية (الإنجليزية)